# Leptanilla revelierii
Leptanilla revelierii is een mierensoort uit de onderfamilie van de Leptanillinae. De wetenschappelijke naam van de soort is voor het eerst geldig gepubliceerd in 1870 door Emery.